# Trollhättans stad
Trollhättans stad var en tidigare kommun i Älvsborgs län.

## Administrativ historik
Stadskommunen Trollhättans stad bildades 1916 genom ombildning av Trollhättans landskommun och utbrytningar ur Gärdhems landskommun (Skoftebyn m.m.), Västra Tunhems landskommun (Stallbacka) och Vassända-Naglums landskommun (Strömslund). 1920 tillförs Ytterligare delar av Västra Tunhem (Malöga och Hedeäng). Vassända-Naglums landskommun upplöstes 1945 och en del av området inkorporerades då i Trollhättans stad. 1967 inkorporerades Södra Väne landskommun. Trollhättans stad ombildades 1971 till Trollhättans kommun.
I likhet med andra under 1900-talet inrättade stadskommuner fick staden inte egen jurisdiktion utan låg fortsatt under landsrätt i Flundre, Väne och Bjärke tingslag.
Trollhättans församling bildades 1860, flera år före staden tillkomst, genom utbrytning ur Gärdhems församling. 

### Sockenkod
För registrerade fornfynd med mera så återfinns staden inom ett område definierat av sockenkod 1801 som motsvarar den omfattning staden hade kring 1950, vilket då även omfattade Trollhättans socken och del av den tidigare Vassända-Naglums socken.

## Stadsvapen
Blasonering: I rött fält en balkvis gående silverström belagd med två svarta sparrar, däröver en chef av silver med en röd, antik blixt.
Kungl. Maj:t fastställde vapnet 1918 för den nyblivna staden Trollhättan med syftning på älven, slussarna och kraftverket. Det registrerades 1974 för kommunen i PRV.

## Geografi
Trollhättans stad omfattade den 1 januari 1952 en areal av 74,64 km², varav 68,66 km² land.

### Tätorter i staden 1960
I Trollhättans stad fanns tätorten Trollhättan, som hade 30 610 invånare den 1 november 1960. Tätortsgraden i staden var då 96,0 procent.

## Befolkningsutveckling
| Befolkningsutvecklingen i Trollhättans stad 1920–1970 | Befolkningsutvecklingen i Trollhättans stad 1920–1970 | Befolkningsutvecklingen i Trollhättans stad 1920–1970 | Befolkningsutvecklingen i Trollhättans stad 1920–1970 | Befolkningsutvecklingen i Trollhättans stad 1920–1970 |
| --- | ----------------------------------------------------- | ----------------------------------------------------- | ----------------------------------------------------- | ----------------------------------------------------- |
| |                                                       |                                                       |                                                       |                                                       |
| År |                                                       |                                                       | Folkmängd                                             |                                                       |
| 1920 | 1920                                                  |                                                       | 14 763                                                |                                                       |
| 1930 | 1930                                                  |                                                       | 15 014                                                |                                                       |
| 1935 | 1935                                                  |                                                       | 15 023                                                |                                                       |
| 1940 | 1940                                                  |                                                       | 17 507                                                |                                                       |
| 1945 | 1945                                                  |                                                       | 21 596                                                |                                                       |
| 1950 | 1950                                                  |                                                       | 24 142                                                |                                                       |
| 1955 | 1955                                                  |                                                       | 28 446                                                |                                                       |
| 1960 | 1960                                                  |                                                       | 31 901                                                |                                                       |
| 1965 | 1965                                                  |                                                       | 35 540                                                |                                                       |
| 1970 | 1970                                                  |                                                       | 40 900                                                |                                                       |
| Anm: 1945 inkorporerades del av Vassända-Naglums landskommun och 1967 inkorporerades Södra Väne landskommun. För åren 1920-1945: befolkning enligt folkräkning 31 december enligt den administrativa indelningen den 1 januari följande år. 1950 avser befolkning enligt folkräkning den 31 december enligt den administrativa indelningen den 1 januari 1952. 1955 avser den kyrkobokförda befolkningen den 31 december enligt den administrativa indelningen den 1 januari följande år. 1960 och 1965 avser befolkning enligt folkräkning den 1 november enligt den administrativa indelningen den 1 januari följande år. 1970 avser befolkning enligt folkräkning den 1 november i det område som Trollhättans stad omfattade när den ombildades till Trollhättans kommun 1 januari 1971. |                                                       |                                                       |                                                       |                                                       |

## Politik

### Mandatfördelning i valen 1919-1966
| 26 | 5 | 5 |

| 34 |

| 19 | 5 | 5 | 7 |

| 33 |

| 15 | 9 | 6 | 6 |

| 34 |

|  | 21 | 4 | 4 | 6 |

| 34 |

| 19 | 5 | 6 | 6 |

| 34 |

|  | 25 | 4 | 6 |

| 32 |

| 3 | 25 | 4 | 4 |

| 33 |

| 3 | 25 | 5 | 3 |

| 32 |

| 6 | 20 | 8 | 2 |

| 32 |

|  | 24 | 9 | 2 |

| 33 |

| 2 | 22 | 10 | 2 |

| 31 | 5 |

| 23 |  | 8 | 4 |

| 32 |

|  | 22 |  | 8 | 4 |

| 31 | 5 |

| 4 | 22 | 5 | 9 | 4 |

| 36 | 8 |